# Travestimento

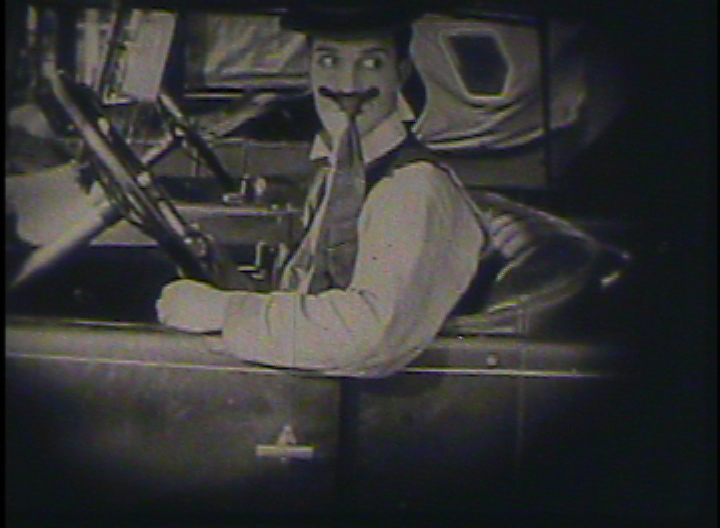
L'attore comico Buster Keaton che usa la cravatta per nascondersi

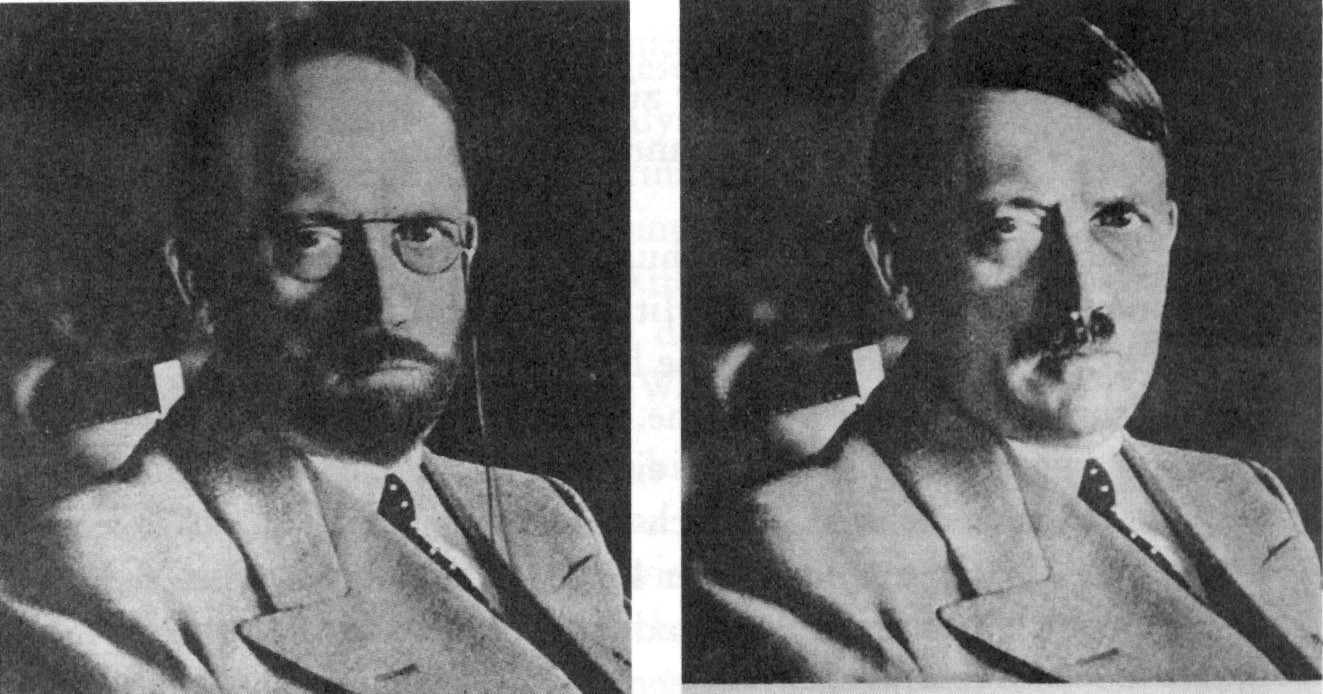
I possibili travestimenti di Hitler in una immagine realizzata dal servizio segreto degli Stati Uniti nel 1944

Il travestimento  consiste nel cambiare il proprio aspetto con costumi o altri mezzi così che sia nascosta l'identità. Il camuffamento è un tipo di travestimento per le persone, gli animali e gli oggetti.
Il travestimento è usato anche da criminali come rapinatori di banche o spie per evitare l'identificazione. Una persona ben conosciuta o una celebrità può scegliere di andare in "incognito" per evitare la stampa. Nei fumetti e nei film i travestimenti vengono utilizzati dai supereroi e dagli alieni. È tradizione vestirsi in costume a carnevale.

## Nei fumetti e nelle opere di fantasia
Nei mondo dei fumetti il travestimento è utilizzato come mezzo per mantenere un'identità segreta. Ad esempio Superman si traveste da Clark Kent, Peter Parker si traveste da Spider-Man, Bruce Wayne si traveste da Batman, eccetera.
Nella fantascienza gli alieni appaiono con sembianze umane.
Famosi vengono ricordati i travestimenti di Sherlock Holmes.
Anche Diabolik ed Eva Kant sono soliti travestirsi, usando soprattutto maschere di gomma.

## Nella propaganda
Nella propaganda il travestimento e l'inganno hanno importanza per nascondere la vera fonte di certe affermazioni come le tecniche usate dagli spin doctor.

## Come simbolo
Alcuni travestimenti sono diventati dei simboli come ad esempio il naso falso, i baffi finti e gli occhiali, diventati simbolo di frode.